# Козельский, Борис Владимирович
Борис Владимирович Козельский (Бернард Вольфович Голованевский) (1902 — 1936) — деятель органов государственной безопасности, временно исполняющий обязанности начальника Секретно-политического отдела (СПО) УГБ НКВД УССР, майор государственной безопасности (1935).

## Биография
Член ВКП(б) с 1931 (вступил в РКП(б) в 1920, в 1921 исключён «за пассивность»). Родился в семье печатника. Окончил Киевское коммерческое училище. Работал корректором, репетитором. С 1919 в РККА, рядовой, инструктор политотделов 58-й стрелковой дивизии, 12-й армии, Днепровской военной флотилии (ДВФ). С 1921 начальник следственной комиссии ДВФ, политуправления Морских сил Чёрного моря (МСЧМ) (затем начальник отделения политуправления МСЧМ), в политуправлении Украинского военного округа.
В органах ЧК с октября 1921 как секретный сотрудник, уполномоченный по борьбе с бандитизмом Секретно-оперативного управления ВУЧК, ПП ГПУ по Правобережной Украине, Киевского губернского отдела ГПУ, там же временно исполнял обязанности начальника Контр-разведывательного отдела в 1923. С 1924 работал в Контр-разведывательном отделе, секретном отделе, секретно-политическом отделе ГПУ УССР; с 1931 помощник, с 1932 заместитель начальника Секретно-политического отдела. С 1933 временно исполняющий обязанности начальника СПО ГПУ УССР, с ноября 1934 начальник СПО УГБ НКВД УССР.
10 января 1936 г. исключен из списка личного состава НКВД в связи со смертью (застрелился).  Были устроены торжественные похороны. 11 апреля 1936 г. секретариат ЦК КП(б)У принял « установить персональную пенсию в сумме 300 руб. в месяц родителям умершего т. Козельского - тт. Голованевскому Владимиру Даниловичу и Голованевской Анне Моисеевне». В начале 1937 посмертно обвинён в связях с троцкистами (в частности, с Я. А. Лившицем).
Автор брошюр о борьбе с контрреволюцией на Украине.

### Звания
- майор государственной безопасности, 5 декабря 1935.

## Публикации
- Козельский Б. В. Шлях зрадництва й авантур (петлюрівське повстанство) (рус. Путь предательства и авантюр (петлюровское повстанчество)). Государственное издательство УССР. К.: 1927.